# Малый Карай
Малый Карай (Малый Корай) — река в России, протекает по Каргасокскому и Тарскому районам Томской области, исток находится на границе с Омской областью. Устье реки находится в 13 км по правому берегу реки Карай. Длина реки составляет 42 км.

## Притоки
- 12 км: Третья Речка
- 19 км: Вторая Речка
- 22 км: Первая Речка

## Данные водного реестра
По данным государственного водного реестра России относится к Верхнеобскому бассейновому округу, водохозяйственный участок реки — Васюган, речной подбассейн реки — Васюган. Речной бассейн реки — (Верхняя) Обь до впадения Иртыша.